# 로열 페인스
《로열 페인스》(영어: Royal Pains)는 2009년 6월 4일부터 2016년 7월 6일까지 USA 네트워크에서 총 8 시즌 방영된 미국의 코미디 드라마 텔레비전 시리즈이다.

## 개요
뛰어난 실력을 지닌 뉴욕 응급실 진단 전문 외과의 행크 로슨은 원칙을 중시하며 환자로 찾아온 병원 후원자를 특별히 우선시하지 않았다가 이 후원자가 사망하면서 평판이 땅에 떨어지고 블랙리스트에 오른다. 슬럼프에 빠진 행크는 직장과 약혼자를 잃은 뒤 회계사인 동생 에번의 제안으로 주말을 보내기 위해 마지 못해 롱아일랜드 햄프턴스를 찾는다. 이곳에서 응급 사태가 발생해 즉석에서 의료 지원을 하게 되면서 행크는 유전병이 있는 독일 갑부 보리스의 눈에 들고, 그의 저택에 상주하며 관리 의사(concierge doctor)로 일하기 시작한다.

## 출연진
메인
- 마크 포이어스틴 - 헨리 "행크" 로슨 의사 역
- 폴로 코스탠조 - 에번 로스 로슨 역
- 레슈마 셰티 - 디비아 카트다레 역
- 질 플린트 - 질 케이시 역
- 브룩 도세이 - 페이지 로슨 역
- 벤 솅크먼 - 제러마이아 서카니 의사 역
- 캠벨 스콧 - 보리스 퀴스터 폰위르겐스라테니츠 역

리커링
- 헨리 윙클러 - 에디 R. 로슨 역